# 王昱珩
王昱珩（1980年5月9日—），畢業於清華大學美術院。因參加《最強大腦》第二季中「微觀辨水」項目而一戰成名，被網民稱為「水哥」。後來又回到《最強大腦》擔任腦力見證官。